# Tres rius alcistes
Tres rius alcistes (en anglès: Bullish Unique Three River Bottom) és un patró d'espelmes japoneses format per tres espelmes que es forma molt rarament que indica un possible canvi en la tendència baixista. Acostuma a correspondre's, en patrons de gràfics, a la formació de Cap i espatlles.

## Criteri de reconeixement
1. La tendència prèvia és baixista
2. Es forma una primer primera espelma negra
3. Després es forma una espelma amb forma de martell alcista l'ombra inferior del qual marca un nou mínim inferior
4. L'endemà es forma una petita espelma blanca, sense pràcticament ombres, i que està per sota del cos del martell alcista precedent

## Explicació
En un context de tendència baixista es forma una espelma negra seguida per una altra en forma de martell alcista però que en lloc d'aparèixer després d'un gap baixista com li pertocaria en aquest patró, es forma després d'obrir a l'alça; la llarga ombra inferior senyala la força dels bulls. El tercer dia s'obre a la baixa apareixen novament les compres i es tanca a l'alça, per bé que no amb la força suficient, formant un espelma blanca amb un petit cos per dessota del cos del martell precedent però amb un mínim superior al d'aquest. Es forma un escenari d'equilibri que evidencia la manca de força dels bears per prosseguir amb la tendència baixista.

## Factors importants
Es recomana esperar a la confirmació al quart dia següent en forma gap alcista, un trencament de tendència, o sinó en forma d'espelma blanca amb tancament superior.